# Système éducatif en république du Congo

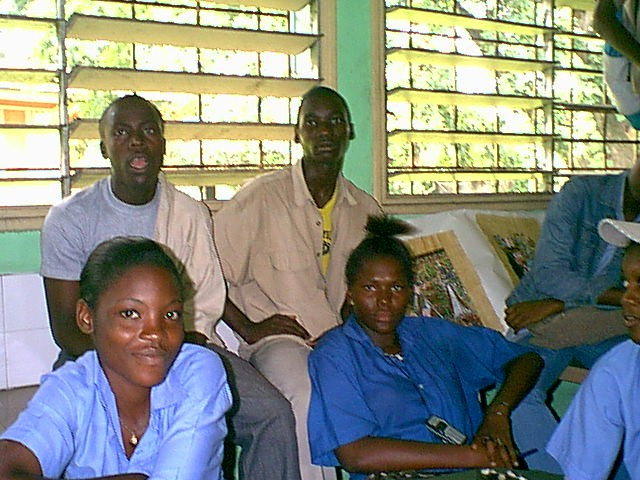
Enfants à l'école en république du Congo

Le système éducatif en république du Congo est organisé en trois cycles : primaire, secondaire (collège et lycée), et supérieur.
Le droit à l'éducation en garanti par la constitution (art.29). L'éducation est gratuite et obligatoire.

## Niveaux d'enseignement
- Le cycle primaire est organisé sur 6 ans. Ce cycle est sanctionné par un certificat d´étude primaire et élémentaire (CEPE-CONCOURS)
  - cours préparatoire 1re et 2e année(CP1 ET CP2)
  - cours élémentaire 1re et 2e année (CE1 ET CE2)
  - cours moyens 1re et 2e année (CM1 ET CM2)
- Le cycle secondaire est organisé sur 4 ans de collège et 3 ans de lycée :
  - l'entrée au collège est sur concours
    - classes de 6e ; 5e ; 4e et 3e
    - ces 4 années sont sanctionnés par un brevet d'étude du premier cycle (BEPC)

  - l'entrée au lycée nécessite le BEPC
    - classes de seconde ; première et terminale
    - Ce cycle est sanctionné par le diplôme de bachelier.
- L’entrée au niveau supérieur nécessite le diplôme de bachelier.

## Enseignement supérieur
Plusieurs établissements d'enseignement supérieur existent en république du Congo :
- École supérieure de gestion et d'administration des entreprises (ESGAE) de Brazzaville
- Ecole de commerce et de gestion, DGC Congo de Pointe-Noire
- Ecole Supérieure de Commerce et de l'Industrie du Congo de Pointe-Noire
- École supérieure de technologie de Brazzaville
- École supérieure de technologie du littoral de Pointe-Noire
- Institut supérieur de technologie d'Afrique centrale de Pointe-Noire
- Université libre du Congo de Brazzaville
- Université Marien-Ngouabi de Brazzaville
- Université Denis Sassou-Nguesso de Brazzaville

De même, les personnes privées se sont optées à la création des établissements supérieurs privés :
- Université internationale de Brazzaville UIB de Brazzaville